# Asteroid (socha Michala Gabriela)
Asteroid (v některých zdrojích označován jako Meteorit) je socha Michala Gabriela, která byla umístěna na Vítězném náměstí v Praze 6 Bubenči. Byla odhalena 4. září 2020 při příležitosti 100. výročí založení městské části. Socha byla zapůjčena bezplatně na dobu půl roku a byla zde až do května 2021. Před tím byla ale již vystavena v létě 2020 v Olomouci v rámci výstavy Nebeský posel a další sochy, kterou u příležitosti umělcových 60. narozenin uspořádala Galerie Mona Lisa.

## Galerie

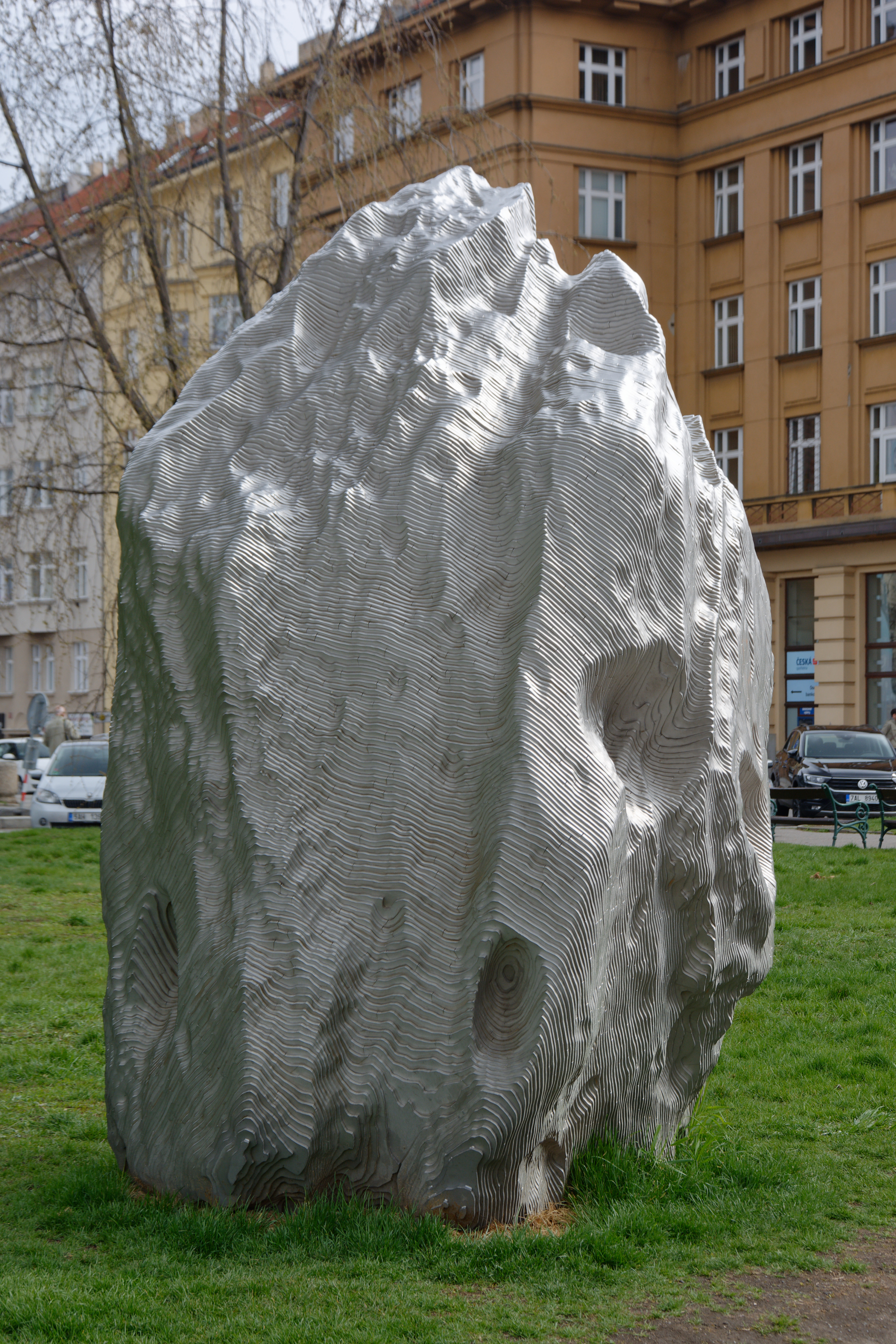
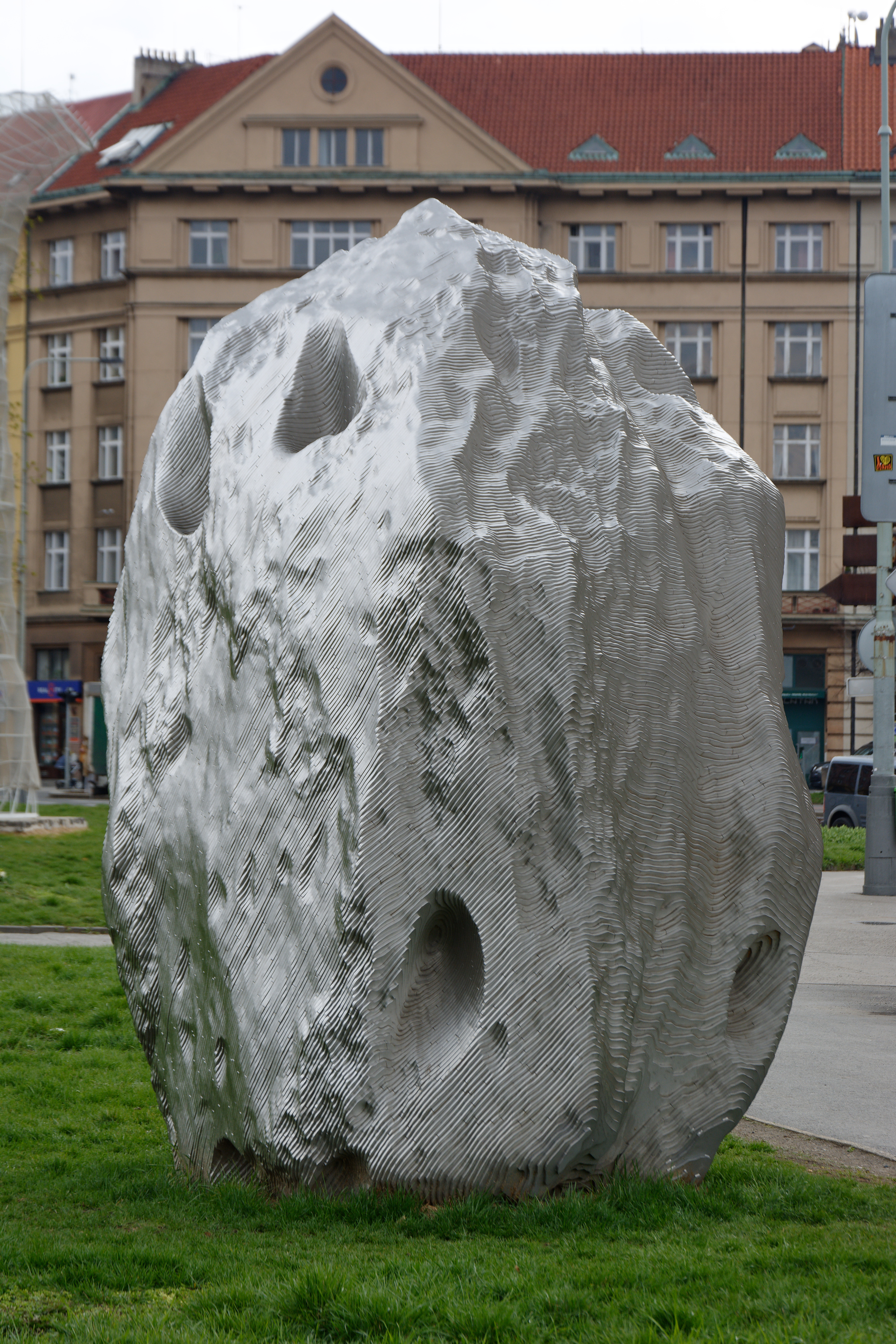
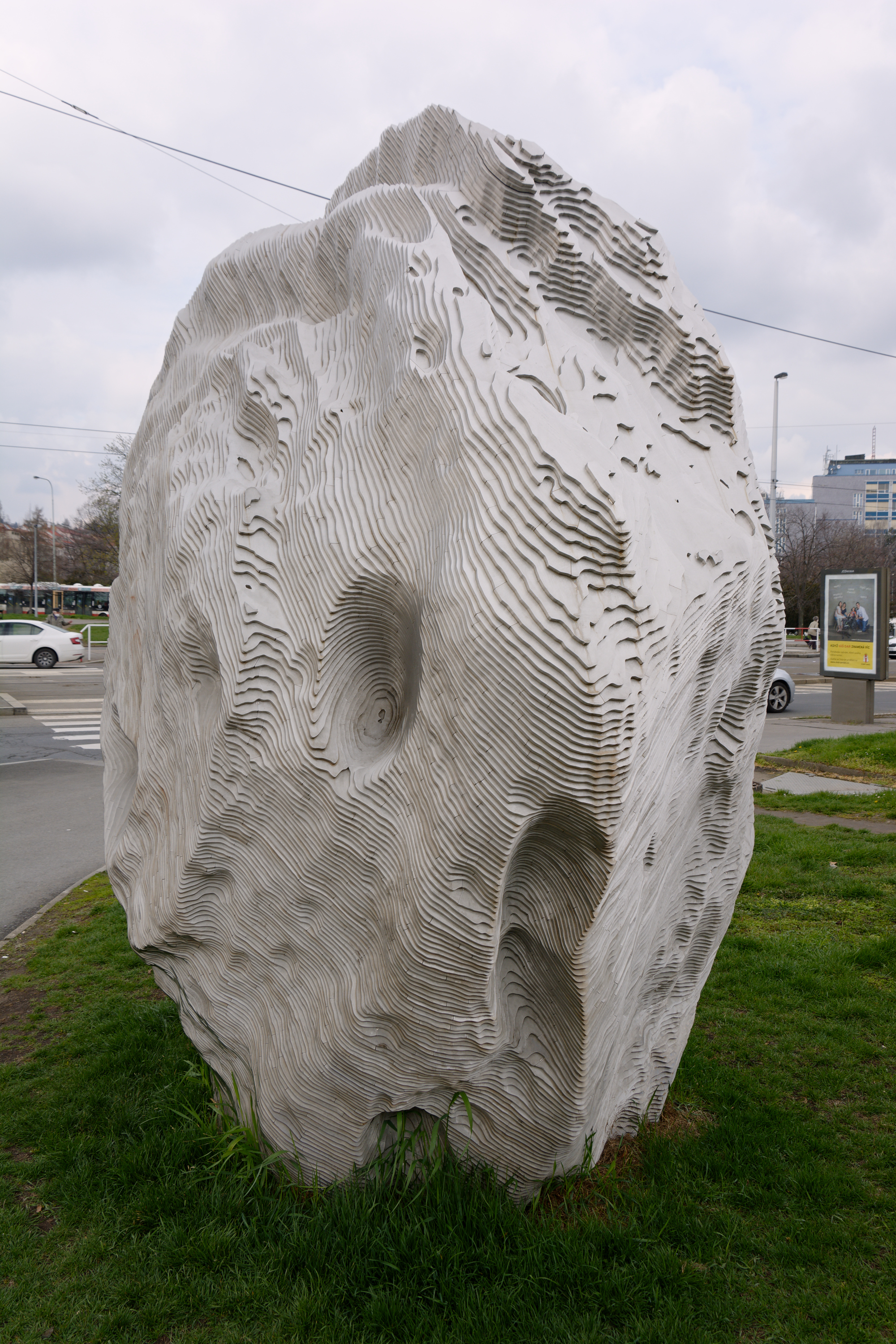
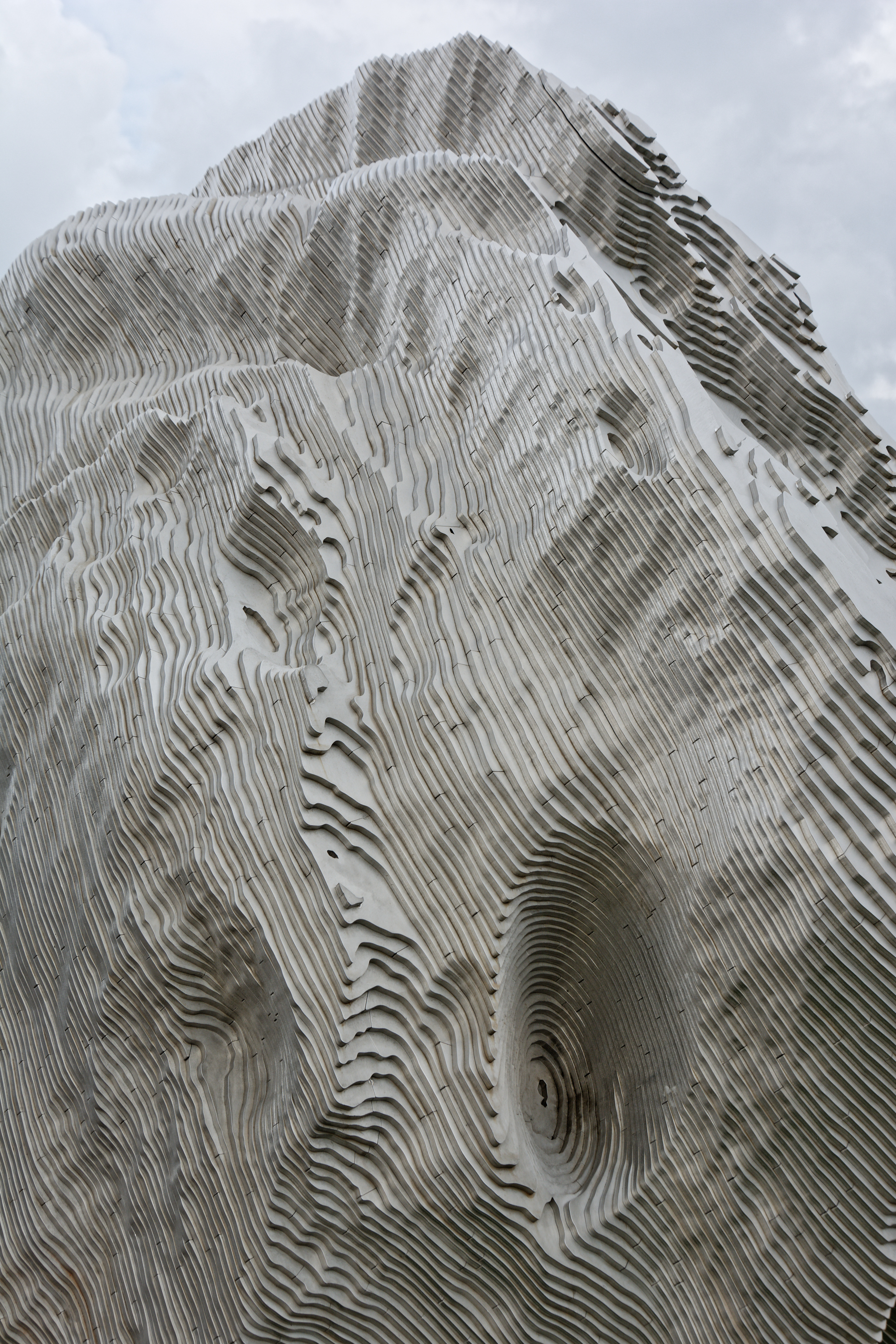
Detail povrchu